# Traulia kukenthali
Traulia kukenthali är en insektsart som beskrevs av Willy Adolf Theodor Ramme 1941. Traulia kukenthali ingår i släktet Traulia och familjen gräshoppor. Inga underarter finns listade i Catalogue of Life.